# يان ميكايلسن
يان ميكايلسن (بالدنماركية: Jan Michaelsen)‏ (مواليد 28 نوفمبر 1970) هو لاعب كرة قدم. يلعب مع منتخب الدنمارك لكرة القدم. سبق له أن لعب في كأس العالم لكرة القدم مع منتخب بلاده.

## روابط خارجية
- يان ميكايلسن على موقع الاتحاد الدولي (مؤرشف)  (الإنجليزية)
- يان ميكايلسن على موقع قاعدة بيانات كرة القدم.إي يو (الإنجليزية)
- يان ميكايلسن على موقع ناشيونال فوتبول تيمز (الإنجليزية)
- يان ميكايلسن على موقع عالم كرة القدم.نت (الإنجليزية)
- يان ميكايلسن على موقع كووورة